# Immunonutrition
Immunonutrition bezeichnet medizinisch angewandte Ernährungsprodukte, die bei schweren Krankheiten zusätzlich zur Pharmako- und evtl. operativen Therapie die Heilung durch Beeinflussung des Immunsystems begünstigen sollen. Man spricht auch von immunmodulierenden Diäten.

## Substanzen
Verschiedene Substanzen haben vermutete, tierexperimentell oder klinisch nachgewiesene immunmodulierende Eigenschaften:
- Arginin
- Glutamin
- Glycin
- Glutathion
- Nukleotide
- Omega-3-Fettsäuren
- Vitamine und andere Antioxidantien
- Spurenelemente

## Anwendung
Mehrere Hersteller bieten immunmodulierende Substanzen unterschiedlicher Zusammensetzung als kommerzielle Arzneimittel an. Sie werden in der Praxis meist enteral oder parenteral verabreicht.
Die medizinische Anwendung der Immunonutrition bei schweren Krankheiten wie Sepsis, Verbrennung, Polytrauma, Krebs sowie vor und nach Operationen (perioperativ) erfolgt gemäß entsprechenden Leitlinien, die von der Deutschen Gesellschaft für Ernährungsmedizin (DGEM) sowie von der ESPEN (European Society of Clinical Nutrition and Metabolism) veröffentlicht werden.